# Kong Ja-young
Kong Ja-young (kor. 공자영 ;ur. 30 lipca 1985) – południowokoreańska judoczka. Olimpijka z Pekinu 2008, gdzie zajęła dziewiąte miejsce w wadze lekkośredniej.
Siódma na mistrzostwach świata w 2007 i 2009. Srebrna medalistka igrzysk azjatyckich w 2006 i brązowa w 2010. Wicemistrzyni Azji w 2008 roku.

## Letnie Igrzyska Olimpijskie 2008
| Konkurencja | Rundy eliminacyjne    | Rundy eliminacyjne | Rundy eliminacyjne     | Repsaże              | Klas. końcowa |
| Konkurencja | Przeciwnik I          | Przeciwnik II      | Przeciwnik III         | Przeciwnik I         | Miejsce       |
| ----------- | --------------------- | ------------------ | ---------------------- | -------------------- | ------------- |
| 63 kg       | Danielli Yuri (BRA) Z | Xu Yuhua (CHN) Z   | Ayumi Tanimoto (JPN) P | Ysis Barreto (VEN) P | 9.            |